# 柳叶箬
柳叶箬（学名：[Isachne globosa] 错误：{{Lang}}：文本有斜体标记（帮助））也称类黍柳叶箬，为禾本科柳叶箬属下的一个植物变种。